# Saint-Georges-du-Vièvre
Saint-Georges-du-Vièvre és un municipi francès situat al departament de l'Eure i a la regió de Normandia. L'any 2007 tenia 683 habitants.

## Demografia

### Població
El 2007 la població de fet de Saint-Georges-du-Vièvre era de 683 persones. Hi havia 275 famílies de les quals 89 eren unipersonals (32 homes vivint sols i 57 dones vivint soles), 73 parelles sense fills, 105 parelles amb fills i 8 famílies monoparentals amb fills.
La població ha evolucionat segons el següent gràfic:
Habitants censats

### Habitatges
El 2007 hi havia 362 habitatges, 277 eren l'habitatge principal de la família, 65 eren segones residències i 20 estaven desocupats. 339 eren cases i 20 eren apartaments. Dels 277 habitatges principals, 197 estaven ocupats pels seus propietaris, 71 estaven llogats i ocupats pels llogaters i 9 estaven cedits a títol gratuït; 4 tenien una cambra, 9 en tenien dues, 43 en tenien tres, 90 en tenien quatre i 131 en tenien cinc o més. 192 habitatges disposaven pel capbaix d'una plaça de pàrquing. A 145 habitatges hi havia un automòbil i a 97 n'hi havia dos o més.

### Piràmide de població
La piràmide de població per edats i sexe el 2009 era:
| Homes | Edats   | Dones |
| ----- | ------- | ----- |
| 0     | 95 o +  | 0     |
| 0     | 90 a 94 | 0     |
| 4     | 85 a 89 | 8     |
| 4     | 80 a 84 | 4     |
| 8     | 75 a 79 | 8     |
| 20    | 70 a 74 | 28    |
| 28    | 65 a 69 | 12    |
| 4     | 60 a 64 | 20    |
| 12    | 55 a 59 | 12    |
| 24    | 50 a 54 | 28    |
| 28    | 45 a 49 | 4     |
| 32    | 40 a 44 | 40    |
| 20    | 35 a 39 | 8     |
| 12    | 30 a 34 | 24    |
| 16    | 25 a 29 | 28    |
| 12    | 20 a 24 | 20    |
| 28    | 15 a 19 | 16    |
| 28    | 10 a 14 | 16    |
| 20    | 5 a 9   | 16    |
| 24    | 0 a 4   | 12    |

## Economia
El 2007 la població en edat de treballar era de 438 persones, 316 eren actives i 122 eren inactives. De les 316 persones actives 259 estaven ocupades (156 homes i 103 dones) i 56 estaven aturades (25 homes i 31 dones). De les 122 persones inactives 35 estaven jubilades, 31 estaven estudiant i 56 estaven classificades com a «altres inactius».

### Ingressos
El 2009 a Saint-Georges-du-Vièvre hi havia 304 unitats fiscals que integraven 740 persones, la mediana anual d'ingressos fiscals per persona era de 16.764 €.

### Activitats econòmiques
Dels 43 establiments que hi havia el 2007, 1 era d'una empresa extractiva, 2 d'empreses alimentàries, 3 d'empreses de fabricació d'altres productes industrials, 4 d'empreses de construcció, 10 d'empreses de comerç i reparació d'automòbils, 3 d'empreses de transport, 4 d'empreses d'hostatgeria i restauració, 2 d'empreses financeres, 1 d'una empresa immobiliària, 6 d'empreses de serveis, 3 d'entitats de l'administració pública i 4 d'empreses classificades com a «altres activitats de serveis».
Dels 13 establiments de servei als particulars que hi havia el 2009, 1 era una gendarmeria, 1 oficina de correu, 2 oficines bancàries, 2 tallers de reparació d'automòbils i de material agrícola, 1 guixaire pintor, 1 lampisteria, 2 electricistes, 2 perruqueries i 1 restaurant.
Dels 6 establiments comercials que hi havia el 2009, 1 era una botiga de més de 120 m², 2 fleques, 1 una fleca, 1 una peixateria i 1 una joieria.
L'any 2000 a Saint-Georges-du-Vièvre hi havia 27 explotacions agrícoles que ocupaven un total de 532 hectàrees.

## Equipaments sanitaris i escolars
L'únic equipament sanitari que hi havia el 2009 era una farmàcia.
El 2009 hi havia una escola elemental.

## Poblacions més properes
El següent diagrama mostra les poblacions més properes.